# 小行星8664
小行星8664（英語：8664）是一颗围绕太阳公转的小行星。1991年4月10日，埃莉諾·赫琳在帕洛马山发现了此天体。
这颗小行星的绝对星等为99.6162494256094等。